# Município de Mechanic (condado de Holmes, Ohio)
O município de Mechanic (em inglês: Mechanic Township) é um município localizado no condado de Holmes no estado estadounidense de Ohio. No ano de 2010 tinha uma população de 3.127 habitantes e uma densidade populacional de 35,43 pessoas por km².

## Geografia
O município de Mechanic encontra-se localizado nas coordenadas 40° 28′ 56″ N, 81° 52′ 25″ O. Segundo a Departamento do Censo dos Estados Unidos, o município tem uma superfície total de 88.25 km², da qual 87.36 km² correspondem a terra firme e (1.01%) 0.89 km² é água.

## Demografia
Segundo o censo de 2010, tinha 3.127 habitantes residindo no município de Mechanic. A densidade populacional era de 35,43 hab./km². Dos 3.127 habitantes, o município de Mechanic estava composto pelo 99.36% brancos, o 0.03% eram afroamericanos, o 0.1% eram amerindios, o 0.03% eram asiáticos, o 0.03% eram insulares do Pacífico, o 0.06% eram de outras raças e o 0.38% pertenciam a dois ou mais raças. Do total da população o 0.35% eram hispanos ou latinos de qualquer raça.